# EHF Champions League 2020/21
Die VELUX EHF Champions League 2020/21 war die 65. Spielzeit des höchsten Wettbewerbs im europäischen Vereinshandball. Nahmen in der Vorsaison noch 28 Mannschaften teil, spielten diesmal nur noch 16 Teams um den Titel. Sieger wurde der FC Barcelona.
Aufgrund der COVID-19-Pandemie stand zum ersten Mal bei Beginn des Wettbewerbs kein Titelverteidiger fest (das Final-Four-Turnier 2020 fand erst am 28. und 29. Dezember statt).

## Modus
Gespielt wurde in zwei Gruppen mit jeweils acht Mannschaften. Ursprünglich sollten die ersten beiden Teams jeder Gruppe direkt ins Viertelfinale einziehen, während die Mannschaften auf den Plätzen drei bis sechs in einer Play-off-Runde die restlichen Viertelfinalisten ausspielen sollten. Die letzten beiden der Tabelle wären aus dem Wettbewerb ausgeschieden. Aufgrund der COVID-19-Pandemie änderte die EHF im Februar 2021 aber den Modus. Nun zogen alle acht Mannschaften pro Gruppe ins Achtelfinale ein, um eine Chancengleichheit zu gewährleisten. Zwar sollten so viele Gruppenspiele wie möglich ausgetragen werden, Partien aber, die nicht bis zum 26. Februar neu terminiert und ausgetragen wurden, sollten nach dem Verursacherprinzip gewertet werden. Damit wurden jene Begegnungen für die Mannschaft mit 0:2 Punkten und 0:10 Toren als verloren gewertet, die das Spiel ursprünglich abgesagt hatte.
Die Vorschlussrunde fand nach wie vor im Final-Four-Format statt. Pro Halbfinale wurde nur eine Begegnung ausgetragen – jeweils am 12. Juni 2021. Einen Tag später fand das Spiel um den dritten Platz und das Endspiel in Köln statt.

## TV-Übertragung
Nach sechs Jahren wurde der Vertrag mit dem Pay-TV-Sender Sky nicht verlängert. Stattdessen wurden die Partien der Champions League vom kostenpflichtigen Streamingdienst DAZN übertragen.

## Gruppenphase

### Gruppe A
| Pl. | Verein                 | Sp. | S  | U | N  | Tore      | Diff. | Punkte  |
| --- | ---------------------- | --- | -- | - | -- | --------- | ----- | ------- |
| 1.  | SG Flensburg-Handewitt | 14  | 10 | 1 | 3  | 0341:3360 | +5    | 021:70  |
| 2.  | Paris St-Germain       | 14  | 9  | 1 | 4  | 0388:3270 | +61   | 019:90  |
| 3.  | KS Łomża Vive Kielce   | 14  | 9  | 1 | 4  | 0442:4140 | +28   | 019:90  |
| 4.  | HC Meshkov Brest       | 14  | 7  | 1 | 6  | 0383:3800 | +3    | 015:130 |
| 5.  | MOL-Pick Szeged        | 14  | 6  | 0 | 8  | 0318:3290 | −11   | 012:160 |
| 6.  | FC Porto Sofarma       | 14  | 5  | 2 | 7  | 0361:3620 | −1    | 012:160 |
| 7.  | RK Vardar Skopje       | 14  | 3  | 3 | 8  | 0335:3500 | −15   | 09:190  |
| 8.  | Elverum Håndball       | 14  | 2  | 1 | 11 | 0387:4570 | −70   | 05:230  |

### Gruppe B
| Pl. | Verein                   | Sp. | S  | U | N  | Tore      | Diff. | Punkte  |
| --- | ------------------------ | --- | -- | - | -- | --------- | ----- | ------- |
| 1.  | FC Barcelona             | 14  | 14 | 0 | 0  | 0505:4120 | +93   | 028:00  |
| 2.  | Telekom Veszprém         | 14  | 9  | 2 | 3  | 0443:3920 | +51   | 020:80  |
| 3.  | THW Kiel                 | 14  | 7  | 2 | 5  | 0394:3780 | +16   | 016:120 |
| 4.  | Aalborg Håndbold         | 14  | 7  | 0 | 7  | 0397:4110 | −14   | 014:140 |
| 5.  | HC Motor Zaporozhye      | 14  | 7  | 0 | 7  | 0389:4110 | −22   | 014:140 |
| 6.  | HBC Nantes               | 14  | 5  | 2 | 7  | 0388:3780 | +10   | 012:160 |
| 7.  | RK Celje Pivovarna Laško | 14  | 4  | 0 | 10 | 0372:4130 | −41   | 08:200  |
| 8.  | HC PPD Zagreb            | 14  | 0  | 0 | 14 | 0369:4620 | −93   | 00:280  |

### Legende
|  | qualifiziert für das Achtelfinale |

## K.o.-Runde

### Achtelfinale
| Mannschaft 1             |   | Mannschaft 2           | Hinspiel      | Rückspiel     |
| ------------------------ | - | ---------------------- | ------------- | ------------- |
| HC Motor Zaporozhye      | - | HC Meshkov Brest       | 32:30 (15:12) | 23:30 (8:16)  |
| Elverum Håndball         | - | FC Barcelona           | 25:37 (12:19) | 19:39 (10:20) |
| FC Porto Sofarma         | - | Aalborg Håndbold       | 32:29 (18:14) | 24:27 (9:10)  |
| HC PPD Zagreb            | - | SG Flensburg-Handewitt | abgesagt*     | abgesagt*     |
| HBC Nantes               | - | KS Łomża Vive Kielce   | 24:25 (14:12) | 34:31 (15:13) |
| RK Vardar Skopje         | - | Telekom Veszprém       | 27:41 (11:21) | 30:39 (15:20) |
| MOL-Pick Szeged          | - | THW Kiel               | 28:33 (13:21) | 28:33 (15:18) |
| RK Celje Pivovarna Laško | - | Paris St-Germain       | 24:37 (11:21) | 23:31 (12:14) |

*Aufgrund mehrerer COVID-19-Fälle im Team von Zagreb wurden zunächst beide Spiele in Flensburg angesetzt und schließlich ganz abgesagt. Damit zog die SG kampflos ins Viertelfinale ein.

### Viertelfinale
| Mannschaft 1     |   | Mannschaft 2           | Hinspiel      | Rückspiel     |
| ---------------- | - | ---------------------- | ------------- | ------------- |
| HC Meshkov Brest | - | FC Barcelona           | 29:33 (16:17) | 28:40 (13:21) |
| Aalborg Håndbold | - | SG Flensburg-Handewitt | 26:21 (13:10) | 29:33 (16:14) |
| HBC Nantes       | - | Telekom Veszprém       | 32:28 (16:12) | 25:27 (15:18) |
| THW Kiel         | - | Paris St-Germain       | 31:29 (14:15) | 28:34 (15:16) |

### Halbfinale
| Mannschaft 1     | Ergebnis      | Mannschaft 2     |
| ---------------- | ------------- | ---------------- |
| Paris St-Germain | 33:35 (15:13) | Aalborg Håndbold |
| FC Barcelona     | 31:26 (15:13) | HBC Nantes       |

### Spiel um Platz drei
| Mannschaft 1 | Ergebnis      | Mannschaft 2     |
| ------------ | ------------- | ---------------- |
| HBC Nantes   | 28:31 (13:17) | Paris St-Germain |

### Endspiel
| Mannschaft 1 | Ergebnis      | Mannschaft 2     |
| ------------ | ------------- | ---------------- |
| FC Barcelona | 36:23 (16:11) | Aalborg Håndbold |

Das  Endspiel gewann der FC Barcelona vor 1000 Zuschauern am 13. Juni gegen Aalborg Håndbold mit 36:23 (16:11).
Für Barcelona spielten Aleix Gómez (9 Tore/davon 5 Siebenmeter), Timothey N’Guessan (6), Luka Cindrić (5), Ludovic Fabregas (3), Blaž Janc (3), Gonzalo Pérez de Vargas (3), Domen Makuc (2), Dika Mem (2), Raúl Entrerríos (1), Luís Frade (1) und Casper Ulrich Mortensen (1). Für Aalborg standen Lukas Sandell (8), Nikolaj Læsø (4), Sebastian Barthold (3/1), Felix Claar (2), Jonas Samuelsson (2), Magnus Saugstrup (2), Benjamin Jakobsen (1) und Buster Juul (1) im Aufgebot.
Das Spiel wurde geleitet von Václav Horáček und Jiří Novotný.

## Torschützen
Bester Torwerfer wurde mit 95 Toren Valero Rivera Folch, gefolgt von Dika Mem und Mikita Wajlupau, die jeweils 93 Tore erzielten.